# Poggi del Sasso

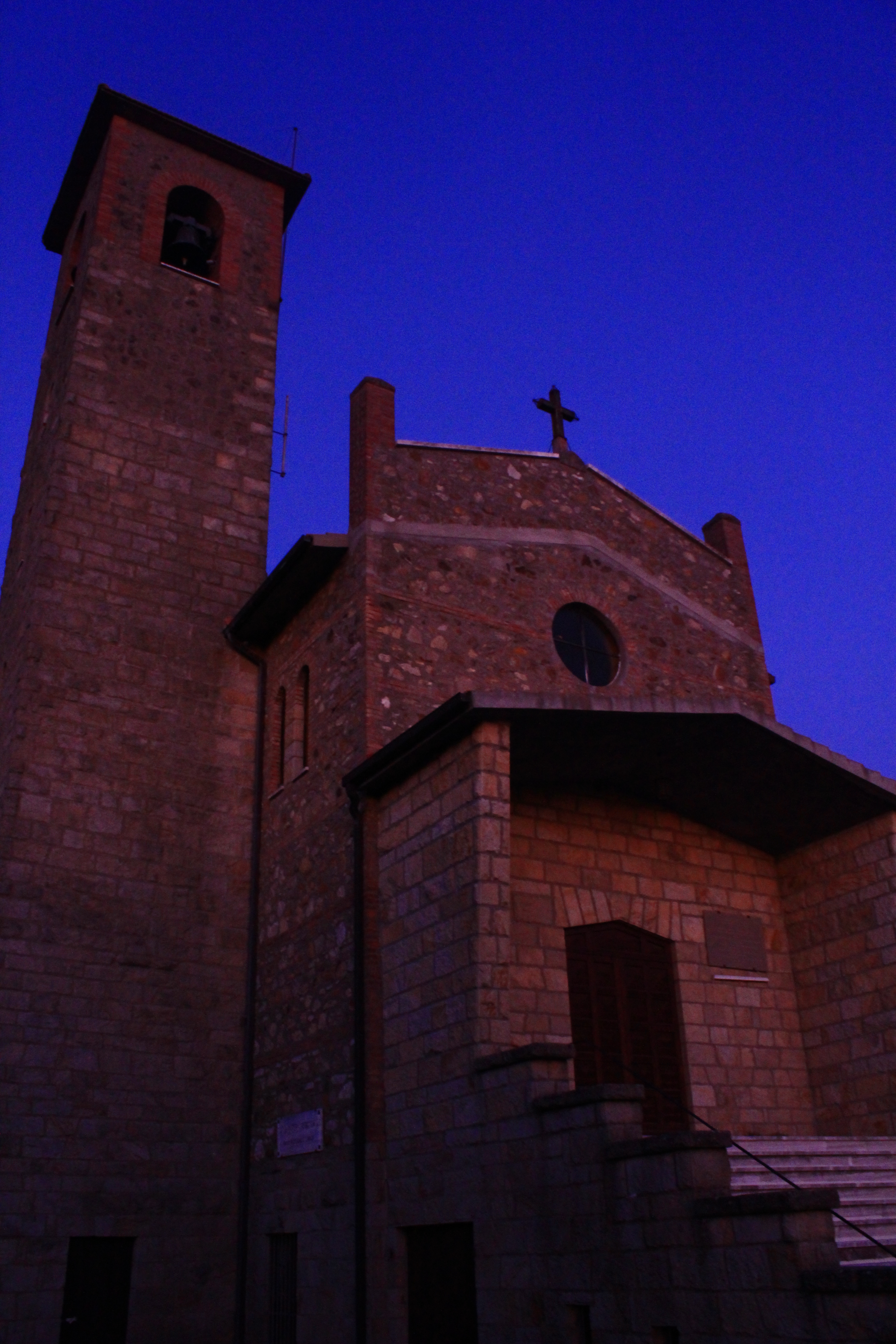
Santa Margherita

Poggi del Sasso is een plaats (frazione) in de Italiaanse gemeente Cinigiano.

## Bezienswaardigheden
- De kapel van Poggi del Sasso, daterend uit de 18e eeuw
- de parochiekerk van Santa Margherita, gebouwd in 1958, maar met een groot aantal werken uit de 16e en 17e eeuw
- de machtige oude kastelen van Colle Massari en Monte Cucco
- het klooster van Siloe, een belangrijk voorbeeld van de hedendaagse religieuze architectuur.